# 自家用車活用事業
自家用車活用事業（じかようしゃかつようじぎょう）とは、日本において、タクシー事業者の管理の下で地域の自家用自動車（自家用車）や一般ドライバーによって有償で運送役務を提供することを可能とする制度。2024年に制度化され、同年4月8日から運用が開始された。

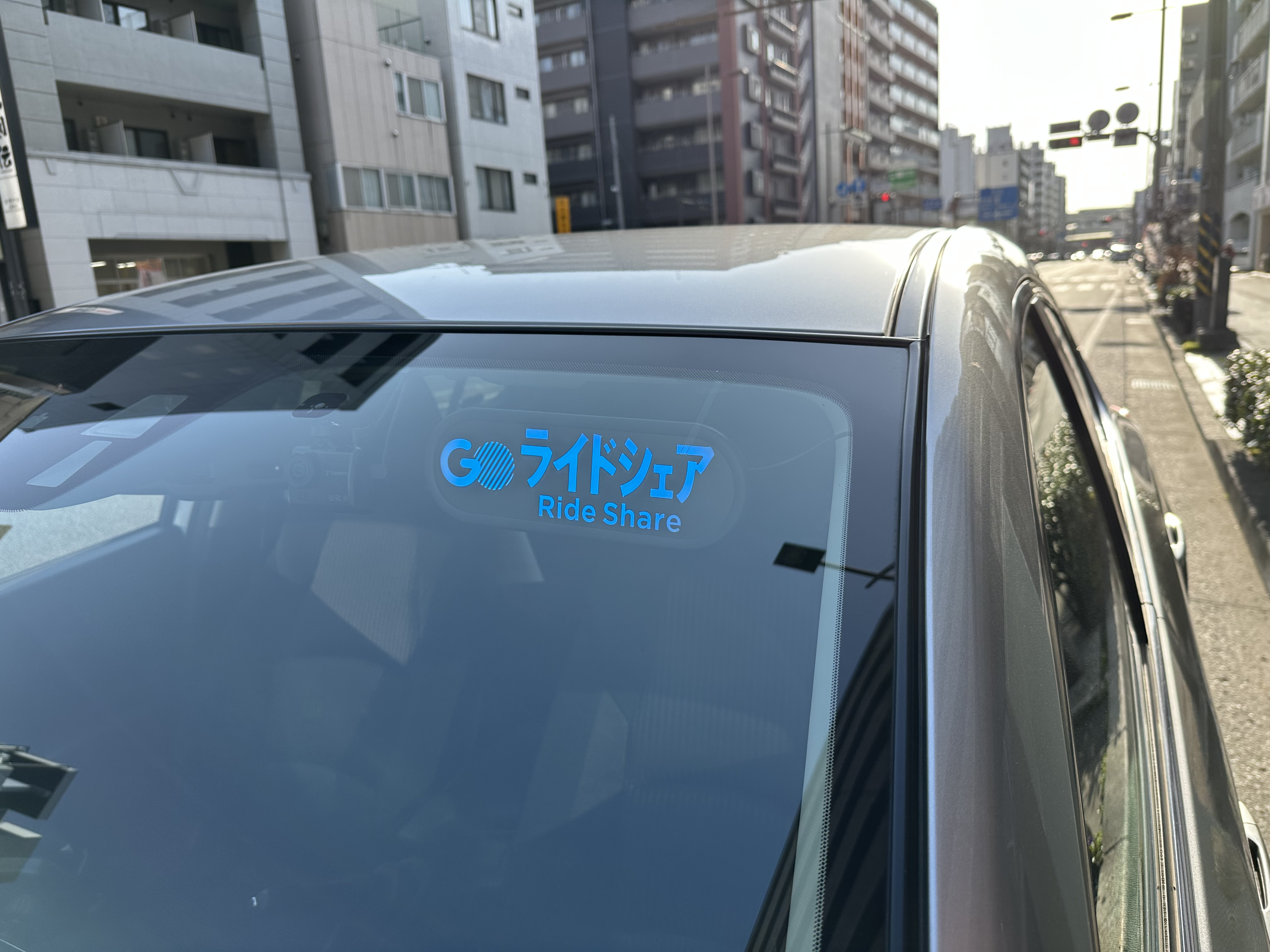
日本版ライドシェアの表示灯を設置した車両

自家用車により有償運送を行う制度であることから、『日本版ライドシェア』と称されることがある。

## 創設の経緯

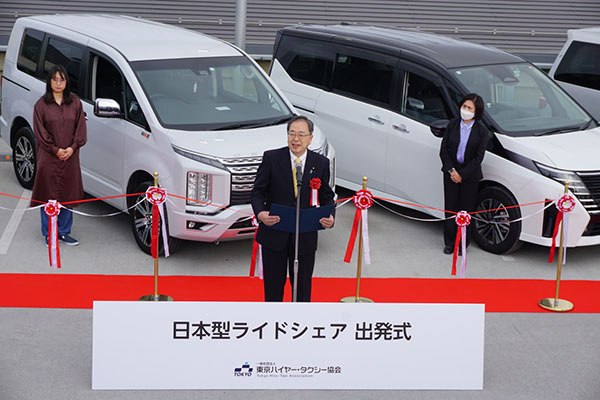
日本版ライドシェア出発式（2024年4月8日）

日本では2023年にかけて、人口減少等に伴う交通需要の減少とコロナ禍が相まって、タクシー・バス等の旅客自動車運送事業に従事する運転手不足が深刻化するとともに、急増するインバウンド需要や、その他の季節性の移動需要に対応可能なサービス提供の仕組みも不足していることが顕在化するようになった。こうした状況を受け、2023年10月6日に閣議決定により設置が決まった「デジタル行財政改革会議」において議長を務める岸田文雄（内閣総理大臣）から国土交通大臣の斉藤鉄夫に対し、自動運転車・ドローン配送の事業化（インフラ整備・手続簡素化等）と共に「タクシー・バス等のドライバーの確保、不便の解消に向けた地域の自家用車・ドライバーの活用」の検討が指示され、国土交通省により制度設計の検討が成され、2023年12月20日の第3回デジタル行財政改革会議における中間とりまとめの中で「タクシー事業者が運送主体となって、地域の自家用車・ドライバーを活用し、タクシーが不足する分の運送サービスを供給する」制度の創設が決まったものである。
タクシー事業者が運送主体になることについては、世界各地でオンライン配車サービスを展開するUber Technologiesが2015年に自家用ドライバーによるライドシェアサービス「みんなのUber」のテスト運行を開始したものの、国土交通省が「自家用車による運送サービスは白タク行為に当たる」としてサービスを中止するよう指導し、同年3月にサービスを中止したという経緯があり、（配車サービス事業者や自家用ドライバーが主体となる）ライドシェア解禁に向けては抜本的な法改正が必要になるなど引き続き議論が必要なことから、自家用自動車による有償輸送を定めた道路運送法（昭和26年法律第183号）第78条第3号の「公共の福祉を確保するためやむを得ない場合において、国土交通大臣の許可を受けて地域又は期間を限定して運送の用に供するとき」の規定を活用し、「タクシーが不足する地域・時期・時間帯」を限定して、「タクシー事業者主導の自家用車による運送サービス」を行うという制度設計がなされ、2024年3月29日付けの物流・自動車局長発の通達により制度化されたものである。

## 制度の概要

### 申請
自家用車活用事業を実施しようとするタクシー事業者が所管する運輸支局長（陸運事務所長及び神戸運輸監理部長を含む）に申請を行い、運輸支局等は申請内容が以下の基準に適合するかどうかを審査し、適合する場合にあっては、公共の福祉を確保するためやむを得ないものと認めて許可するものとする。
1. 対象地域、時期及び時間帯並びに不足車両数
2. 資格要件
3. 管理運営体制
4. 損害賠償能力

このうち、「管理運営体制」については、運行管理者の選任、点呼・指導監督及び研修が実施される体制の確立、事故防止についての教育及び指導体制の確立に加え、自家用車ドライバー（自家用車活用事業に係る運転者）に対し、旅客自動車運送事業運輸規則（昭和31年運輸省令第44号）第36条第2項、第38条及び第39条の規定（いわゆる新人タクシードライバー向けの指導監督）と同等の指導等を行う体制が確立されていることが要件とされている。

### 対象地域
申請時における適用要件のうち、「対象地域、時期及び時間帯並びに不足車両数」については、タクシーが不足する地域、時期及び時間帯並びにそれぞれの不足車両数を予め国土交通省が指定していることとされている。
制度運用開始に先立つ2024年3月13日、制度発足時点における指定地域として以下の4交通圏のタクシー不足台数が公表された（各交通圏の詳細範囲はタクシーの営業区域を参照のこと）。
- 特別区・武三交通圏（東京都 / 23区・武蔵野市・三鷹市）
- 京浜交通圏（神奈川県 / 横浜市・川崎市・横須賀市・三浦市）
- 名古屋交通圏（愛知県 / 名古屋市など12市4町1村）
- 京都市域交通圏（京都府 / 京都市の大半など8市7町1村）

その後、2024年4月26日に、以下の8交通圏についてタクシー不足台数が公表された。
- 札幌交通圏（北海道 / 札幌市など4市及び新千歳空港）
- 仙台市（宮城県）
- 県南中央交通圏（埼玉県 / さいたま市など8市1町）
- 千葉交通圏（千葉県 / 千葉市・四街道市）
- 大阪市域交通圏（大阪府 / 大阪市など8市及び大阪国際空港・関西国際空港）
- 神戸市域交通圏（兵庫県 / 神戸市など8市1町及び大阪国際空港）
- 広島交通圏（広島県 / 広島市など2市4町）
- 福岡交通圏（福岡県 / 福岡市など8市7町）

また、一部の地方運輸局では、営業区域内の自治体がタクシー車両数が不足しているとして曜日及び時間帯並びに不足車両数を管轄運輸支局へ申し出た場合、市町村単位で国土交通省の定める対象地域等として認めることとしており、これに基づいて長野県北佐久郡軽井沢町（佐久交通圏）でも自家用車活用事業の申請が行われ、2024年4月26日から事業が始まっている。

### 実際の乗務
自家用車ドライバーは、自家用車活用事業として乗務する前に、自宅又は車内とタクシー事業者の運行管理者との間で遠隔通話により点呼を行い、健康状態・アルコールチェック・使用する車両の運行前点検実施の確認を行う。
乗務開始後は、タクシー事業者と提携した配車アプリ（GO、Uber、S.RIDE、DiDiなど）からの複数の配車依頼を受けて、ドライバーの判断によりどの配車依頼を受けるか選択し、指定された迎車地に向かう。乗客は配車アプリ内で行き先を指定しキャッシュレスによる事前決済を行う為、ドライバーと乗客の間で料金の直接収受は発生せず、自家用車側で特別な装備を用意する必要は無い。
乗務終了時には、乗務開始前と同様に、自宅又は車内とタクシー事業者の運行管理者との間で遠隔通話により点呼を行う。
なお、自家用車ドライバーの所持する自家用車による運行の他、タクシー事業者が自家用車ドライバーに車両を貸与して乗務する形態も想定されている。この場合、自家用車ドライバーは通常のタクシードライバーと同様に、営業所において対面点呼により、運行状況について報告し、アルコールチェックを受ける。

## 制度導入に向けた動向
業界団体の全国組織である全国ハイヤー・タクシー連合会は、2023年11月6日に行われた内閣府規制改革推進会議の第1回地域産業活性化ワーキング・グループにおいて、第二種運転免許教習の効率化や取得期間の短縮、法定10日間研修の半減、第二種運転免許試験の多言語化及び特定技能1号へのタクシー乗務員の追加、地理試験の廃止などの大胆な規制緩和を進めれば現在の需給不均衡に対応可能で、そもそもライドシェアの導入は不要というスタンスを取っていた。
また、本制度導入に先立ち、東京ハイヤー・タクシー協会はライドシェア導入に向けたガイドライン策定を進める中で、客を乗せた状態での走行を1回あたり最長で20キロメートル程度に制限し、遠距離輸送は引き続きタクシードライバーに委ねるべきとする案を検討していたことが日本経済新聞によって報じられている。
こういった動向を踏まえ、自動運転専門メディア「自動運転ラボ」の発行人である下山哲平は同メディアの中で“日本版ライドシェア”案について「タクシー事業者が倒れてしまっては元も子もないのも事実」「『ライドシェア』という言葉から離れ、タクシー事業における新制度と捉えれば、特に批判は上がってこないだろう」と言及していた。
一方、実際に制度を導入するタクシー事業者の立場では、エムケイホールディングス代表の青木信明が、配車アプリ会社から提供された、制度導入の基準となる配車不能率などの数字に違和感を感じると述べ、「いったい誰が（配車不能率の高い）平日の深夜帯だけ働くというのか」「人を集まらなくしてこの制度をわざと失敗させようとしているのではないか」とし、「4月～6月と9月～11月は7時から19時を運行可能時間帯とする、それくらいの（大胆な）裁量がなければタクシー供給不足の解消と、働き手がやってみたいと思える制度にはならない」と言及している。その傍らで、社外から副業としての運転士を募るのではなく、自社の遊休車両と二種免許取得前の運転士という社内リソースを使い、実地研修の意味合いも込めてライドシェア制度を活用する例も見られる。